# Festpunkt

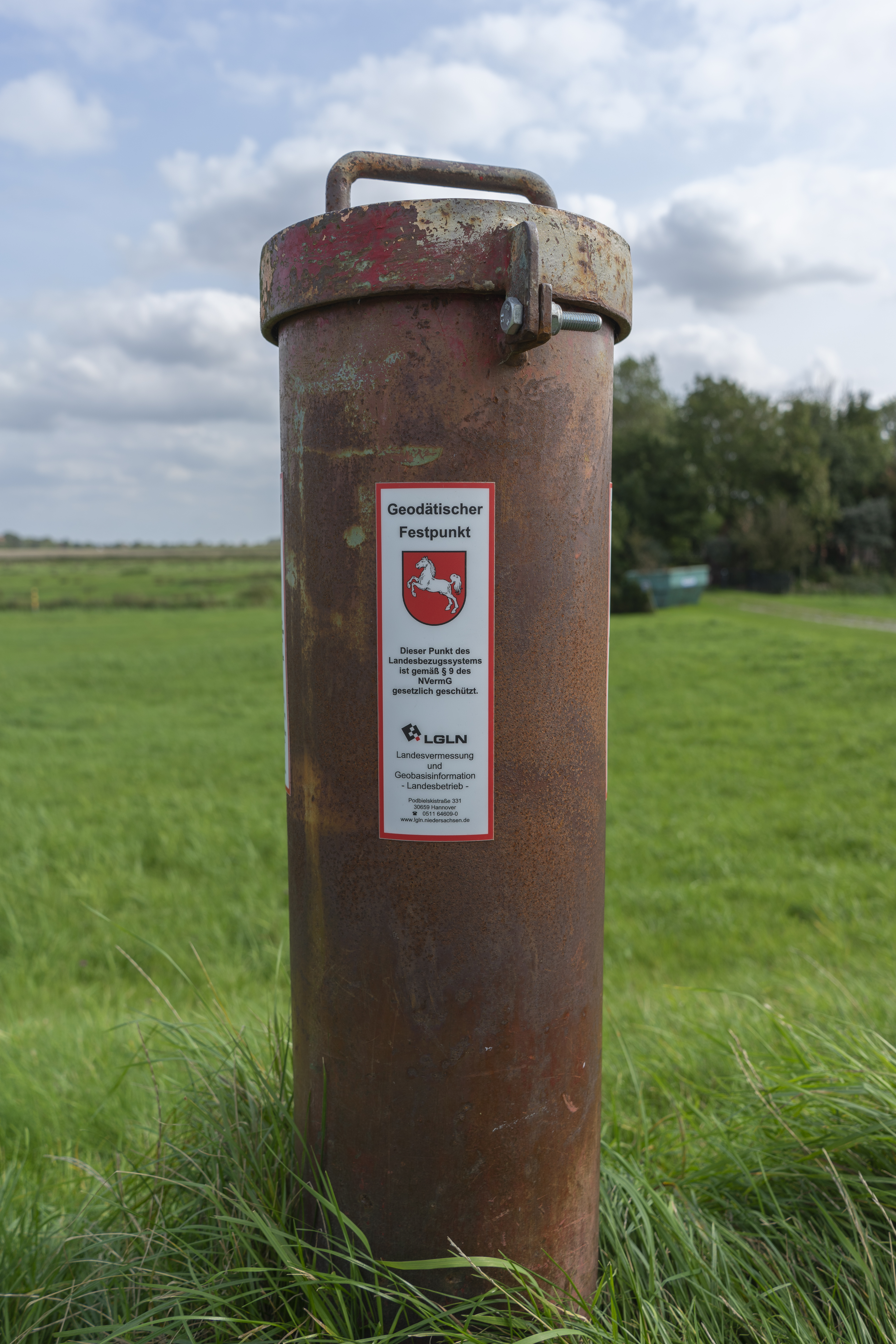
Geodätischer Festpunkt am Pilsumer Leuchtturm

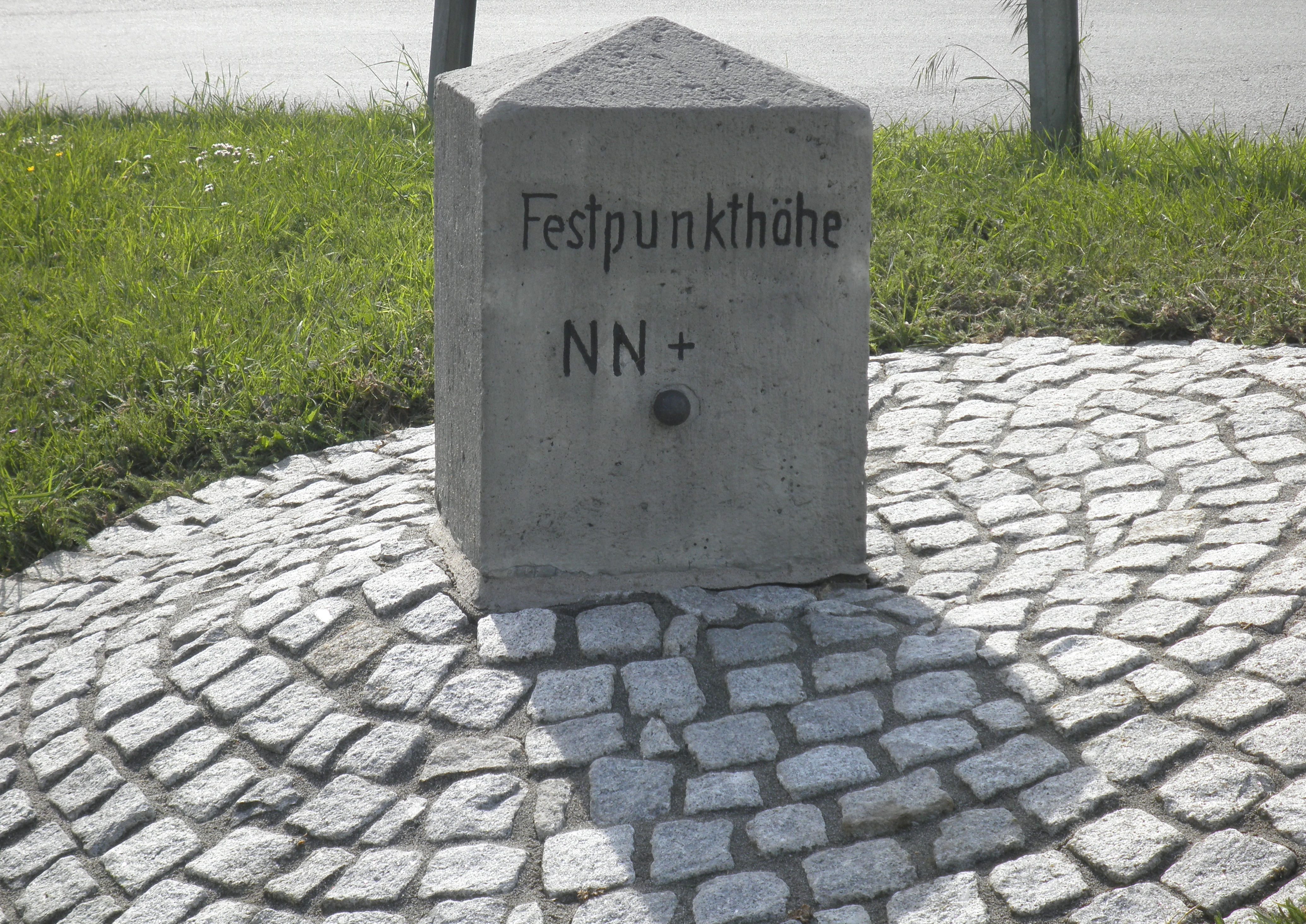
Festpunkthöhe NN+, Kleve-Wardhausen

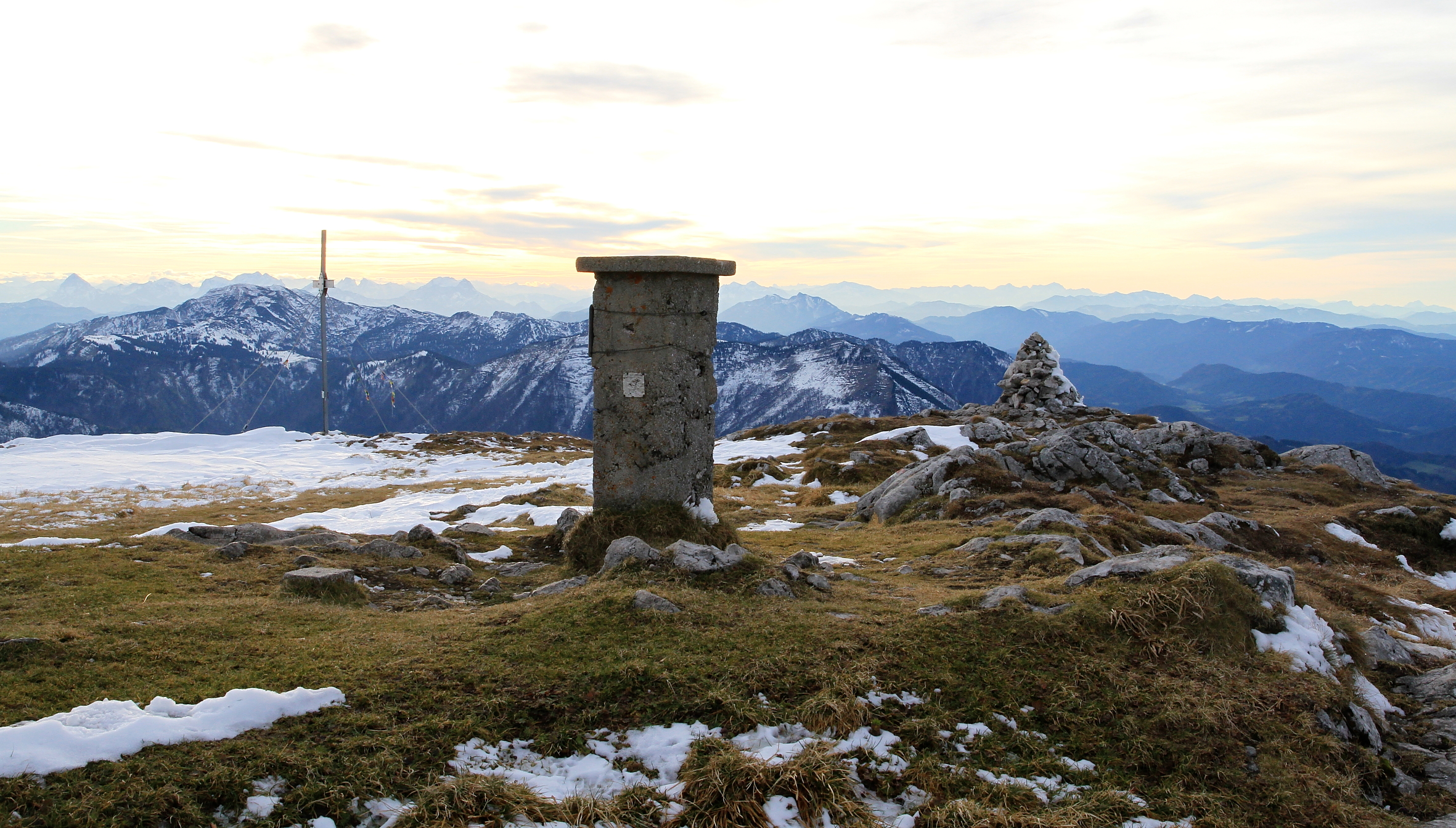
Festpunkt auf dem Ötschergipfel

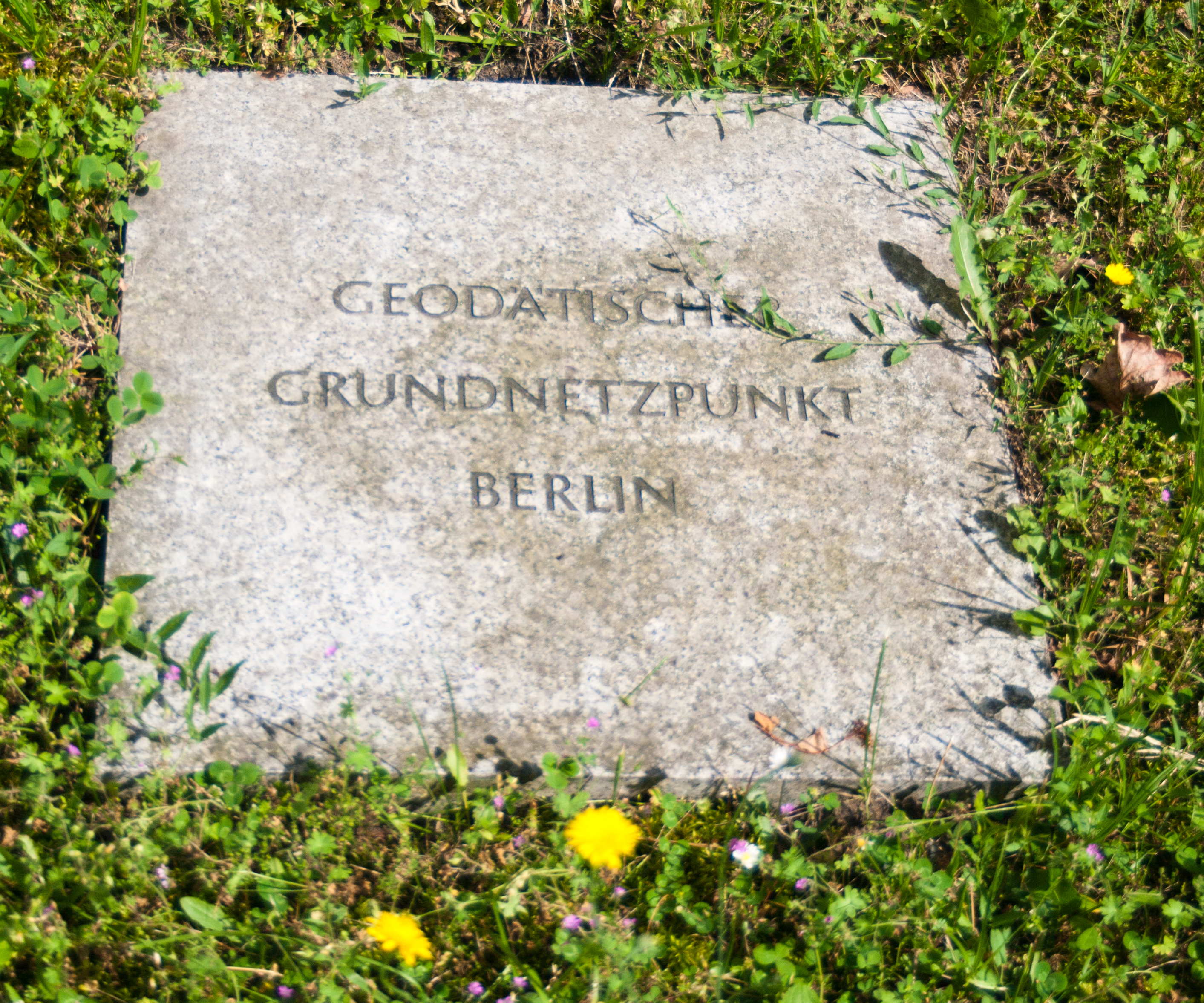
Geodätischer Grundnetzpunkt Berlin

Als Festpunkt (bisweilen auch Fixpunkt) wird in der Geodäsie ein stabiler Vermessungspunkt bezeichnet, der mindestens folgende Bedingungen erfüllt:
- Der Punkt ist in der Natur dauerhaft vermarkt (stabilisiert),
- es ist ein eindeutiger Bezugspunkt (z. B. Bohrung, höchster Punkt) entsprechend dem Verwendungszweck definiert und
- es erfolgt eine erste Vermessung oder eine Wiederholungsmessung für die Berechnung der Koordinate, Höhe, Schwere oder Position.

Falls eindimensionale Koordinaten des Punktes angegeben sind, spricht man von einem Höhenfestpunkt (HFP); falls zweidimensionale Koordinaten des Punktes angegeben sind, von einem Lagefestpunkt (LFP).
Besonders stabile Punkte der Schweremessung werden als Schwerefestpunkt (SFP) bezeichnet (siehe Schweregrundnetz).
Eine ganzheitliche Betrachtungsweise der bislang getrennten geometrisch und physikalisch definierten Komponenten „Lage, 3D-Position, Höhe bzw. geopotentielle Kote und Schwere“ wird von den Vermessungsverwaltungen der Länder umgesetzt. Für die als Geodätische Grundnetzpunkte (GGP) bezeichneten Festpunkte werden je nach Zweckbestimmung mindestens die geodätischen Bezugsgrößen wie Höhe, 2D-Koordinate, 3D-Position und Schwerewert ermittelt.

## Bestimmung der Lagekoordinaten bzw. der Höhe
Die Bestimmung der Lagekoordinaten (meist im UTM-Koordinatensystem oder im historischen Gauß-Krüger-Koordinatensystem) muss durch eine exakte Vermessung erfolgt sein, wie es für Festpunkte schon seit dem 19. Jahrhundert üblich war. Die geodätischen Standardmethoden hierfür sind Netzmessungen, Positionsbestimmungen mit GNSS, terrestrische Polygonzüge und für lokale Ergänzungen die Einzelpunktbestimmung. Die Koordinaten, Höhen oder Schwerewerte umfangreicher Festpunktnetze werden durch Ausgleichsrechnung ermittelt und erlauben eine verlässliche Angabe über die erreichte Genauigkeit. Höhenfestpunkte werden meist durch ein netz- oder linienartiges Nivellement bestimmt, das in ein weitmaschiges Basisnetz des Präzisionsnivellements „eingehängt“ wird.
Die Genauigkeit moderner Festpunkte liegt im Zentimeter-Bereich, für spezielle Netze (Monitoring, Großbaustellen etc.) und für Höhenfestpunkte beim Millimeter. Diese Richtwerte gelten für die Nachbarschaftsgenauigkeit, d. h. zwischen mehreren Punkten im Umkreis einiger Kilometer bis Zehnerkilometer.
Über größere Distanzen bewirkt die statistisch unvermeidliche Fehlerfortpflanzung bei den herkömmlichen Messverfahren, dass die Genauigkeit etwas absinkt. Für die klassische Triangulation zweiter und erster Ordnung (Netzmaschen von etwa 20 bis 60 km) beträgt sie einige Zentimeter, landesweit (über hunderte Kilometer) etwa 5 bis 10 cm. Hier ist jedoch ein Grundlagennetz modernen Zuschnitts („State of the art“) von dem für Kataster und Allgemeinheit benutzten „Gebrauchsnetz“ zu unterscheiden, das aus historischen Gründen ungenauer und uneinheitlich sein kann. Man hat dessen Koordinaten im Regelfall beibehalten, um nicht Millionen Grenzpunkte ändern zu müssen, da deren lokale Genauigkeit für die Praxis ausreicht.
Die Koordinaten und/oder Höhen der Punkte werden für die spätere Verwendung in weiteren Vermessungsarbeiten in einer Festpunktdatei gespeichert.
In Österreich stehen ca. 29.000 Festpunkte Höhe zur Verfügung.

## Vermarkung bzw. Stabilisierung
Die Vermarkung (auch Stabilisierung) der Festpunkte erfolgt auf sehr unterschiedliche Art, die vom beabsichtigten Zweck, der Bodenbeschaffenheit, der erforderlichen Dauerhaftigkeit, der gewünschten Stabilität und von Rechtsfragen abhängt. Die Vermarkung der Festpunkte kann aus unterschiedlichem Material bestehen und an einem vorhandenen (z. B. Hausfundament, Widerlager (Brückenbau)) oder einem speziell hergestellten Vermarkungsträger (z. B. Granitpfeiler, Betonpfeiler) angebracht sein oder die Vermarkung mit dem eigentlichen Bezugspunkt „tragen“.
Bei Festpunkten der amtlichen Landesvermessung, den Trigonometrischen Punkten, ist der Aufwand zur Vermarkung höher, um eine Beschädigung oder Entfernung des Punktes und eine notwendige Neuvermessung zu vermeiden. Hier ist insbesondere die Langlebigkeit eines Festpunktes, zum Beispiel für die Analyse von Veränderungen der Erdoberfläche (Lageverschiebung, Senkung und/oder Hebung), von besonderen Bedeutung.
- Mehrere Vermarkungsteile werden millimetergenau zentrisch übereinander in den Boden eingebracht und als Festlegung bezeichnet – z. B. ein Steinwürfel, darüber eine Granitplatte und oben ein TP-Pfeiler aus Granit.
- Zusätzlich zum eigentlichen Punkt werden im Abstand von einigen Metern bis Zehnermetern „Sicherungspunkte“ vermarkt, die ebenfalls koordinatenmäßig bestimmt und zu einer Gruppe zusammengefasst werden. Im Falle des Verlusts eines Punktes können diese als Ersatz bzw. zur Wiederherstellung des verlorenen Punktes verwendet werden.[3]

## Dokumentation
Fast jeder im Boden vermarkte Festpunkt wird nach einiger Zeit überwachsen oder von Erde bzw. Sediment überdeckt. Um die genau und kostenintensiv erstellten Festpunkte auch nach längerer Nichtverwendung wieder aufzufinden, werden Dokumentationen über sie angefertigt:
- Punktbeschreibung oder Punkttopografie: Skizze der unmittelbaren Umgebung des Punktes. Sie enthält markante Elemente, die aller Voraussicht nach in nächster Zeit unverändert bleiben, vor allem Gebäude, größere Bäume und Straßenränder. Zu einigen dieser Elemente werden Spannmaße gemessen, um den Punkt auch einige Zentimeter unter der Erde oder Grasnarbe finden zu können (beim Straßenbau oder durch Winterstreuung können Festpunkte bis 20 cm in die Tiefe geraten). Diese Punktbeschreibungen werden (auf Papier oder in digitaler Form) in einer Festpunktkartei verwaltet.
- Festpunktübersicht: Über die Festpunkte eines einige km² großen Gebietes wird eine Übersichtskarte erstellt, in der die Punkte möglichst genau (± 0,3 mm) durch kleine Kreise markiert sind. Je nach Größe des Gebiets und Flächendichte der Punkte hat die Punktübersicht Maßstäbe zwischen 1:5.000 und 1:50.000.